# Hermon, Vayots Dzor
Hermon là một đô thị thuộc tỉnh Vayots Dzor, Armenia. Dân số ước tính năm 2011 là 192 người.